# Kachemak
Kachemak è una città degli Stati Uniti d'America, situata nella Borough della Penisola di Kenai, nello Stato dell'Alaska.